# Juniperus scopulorum
Juniperus scopulorum е вид растение от семейство Кипарисови (Cupressaceae). Видът е незастрашен от изчезване.

## Разпространение
Разпространен е в Канада, Мексико и САЩ.